# Edward Bishop, Baron Bishopston
Edward Stanley Bishop, Baron Bishopston (* 3. Oktober 1920 in Bristol; † 19. April 1984 in Tiverton) war ein britischer Politiker und gehörte der Labour-Partei an.

## Leben und Wirken
Nach dem Besuch der South Bristol Central School und dem Merchant Venturers' Technical College absolvierte Bishop die Universität Bristol. Er wurde Flugzeugkonstrukteur.
Auf seiner politischen Laufbahn führte Bishop zunächst drei erfolglose parlamentarische Wahlkämpfe, wobei er 1950 für Bristol West, 1951 für Exeter sowie 1955 für South Gloucestershire kandidierte. 1964 bis 1979 saß er dann aber für den Wahlkreis Newark als Abgeordneter im Unterhaus.  Während dieses Zeitraums fungierte er von 1966 bis 1967 als stellvertretender Geschäftsführer der Regierungspartei sowie von 1974 bis 1979 als Minister für Landwirtschaft, Fischerei und Ernährung. 1979 verlor er seinen Parlamentssitz an den Konservativen Richard Alexander.
Am 21. Mai 1981 wurde Bishop als Life Peer mit dem Titel Baron Bishopston, of Newark in the County of Nottinghamshire, in den Adelsstand erhoben. Er starb 1984 in Tiverton in Devon im Alter von 63 Jahren.